# Cedro (Pernambuco)
Cedro is een gemeente in de Braziliaanse deelstaat Pernambuco. De gemeente telt 10.784 inwoners (schatting 2009).
De gemeente grenst aan Salgueiro, Serrita en Jardim (CE).